# 465-та ракетна бригада (Білорусь)
465-та ракетна бригада (465 РБр, в/ч 61732) — військове формування підпорядковане командуванню Сухопутних сил Збройних сил Білорусі.
Розташування бригади — город Осиповичи Могилівської області.

## Історія

### У складі ЗС СРСР
465-та ракетна бригада сформована 1 вересня 1988 року на підставі директиви Міністра оборони СРСР у Барановичах. До складу бригади ввійшли 308 і 490 окремі ракетні дивізіони. А 1 грудня 1991 року до них приєднався 587‑й ордн.

### У складі ЗС Білорусі
1992 року бригада присягнула народу Білорусі.
В квітні 2005 року бригада переведена у населений пункт Цель в передмістя Осиповичів. В квітні до складу бригади ввійшов 383 окремий ракетний дивізіон з розформованої 22-ї ракетної бригади.
Станом на 2012 рік планувалося переоснащення бригади на сучасний російський ОТРК «Іскандер-Е».
В 2018 році бригада покинула своє місце дислокації в с. Цель й переведена до військового містечка в м. Осиповичі.
В 2019 році 383 окремий ракетний дивізіон бригади здійснив бойові пуски в рамках спільних білорусько-казахстанських командно-штабних навчань на полігоні Сари-Шаган (Казахстан).
1 лютого 2023 року МО РБ повідомило, що на самостійну експлуатацію бригада отримала оперативно-тактичний ракетний комплекс Іскандер.

## Озброєння
На озброєнні бригади знаходяться оперативно-тактичний ракетний комплекси «Точка» або «Точка-У», «Іскандер».

## Командування
- підполковник Валерій Чвей
- полковник Олексій Ванкевич
- полковник Віталій Анатолійович Салатін[2]
- полковник Володимир Верещагін
- полковник Дмитро Савіцький
- полковник Андрей Емельянов